# 似钻瓢蜡蝉属
似钻瓢蜡蝉属（学名：Coruncanoides）是瓢蜡蝉科下的一个属。

## 下属物种
本属包括以下物种：
- 玉似钻瓢蜡蝉 Coruncanoides jaspida Che, Zhang et Wang